# Sezon na bażanty
Sezon na bażanty – polski film obyczajowy z 1985 roku w reżyserii Wiesława Saniewskiego.

## Opis fabuły
Rok 1981. Paweł, szpadzista, który przez alkoholizm zaprzepaścił obiecującą karierę, postanawia naprawić swoje życie. Na przeszkodzie staje mu wiadomość, że jego była żona wyjechała do Austrii, zabierając ze sobą ich kilkuletniego syna. Zdeterminowany bohater wraz ze swą kochanką Majką wyrusza pożyczonym samochodem na poszukiwania uciekinierów. Gotów jest na niemal wszystko, by odnaleźć syna, przekraczając kolejne granice, nie tylko geograficzne. Kiedy w końcu osiąga cel porywa dziecko i ucieka z nim do Polski, gdzie zostaje przywitany jako bohater narodowy. Świat staje przed nim otworem, ale ceną ma być to, o co rzekomo walczył.

## Obsada aktorska
- Cezary Harasimowicz − Paweł Kaczmarek
- Ewa Błaszczyk − Anna, była żona Kaczmarka
- Anna Kaźmierczak − Majka, partnerka Kaczmarka
- Jarosław Kopaczewski − Krzysztof, partner Anny
- Beata Tyszkiewicz − Iwona, znajoma Gerysa
- Wiktor Grotowicz − prezes Badulak
- Tomasz Kaczmarek − Bartek, syn Kaczmarków
- Zdzisław Kozień − ojciec Pawła
- Ryszard Kotys − konsul
- Zbigniew Lesień − uchodźca Benek
- Andrzej Mrozek − uchodźca Czesio
- Leon Niemczyk − właściciel warsztatu samochodowego w Austrii
- Ryszard Radwański − mężczyzna na zabawie z okazji powrotu Kaczmarka
- Włodzimierz Wilkosz − Hans Zyguła, celnik austriacki, były szermierz
- Jerzy Mularczyk − Polak w pensjonacie w "Bruck"
- Bronisław Wrocławski − redaktor Marek Czepek
- Tomasz Lulek
- Erwin Nowiaszek
- Karol Strasburger – redaktor Waldemar Cetera, prowadzący program tv o Kaczmarku